# Skillingaryd
För andra betydelser, se Skillingaryd (olika betydelser).

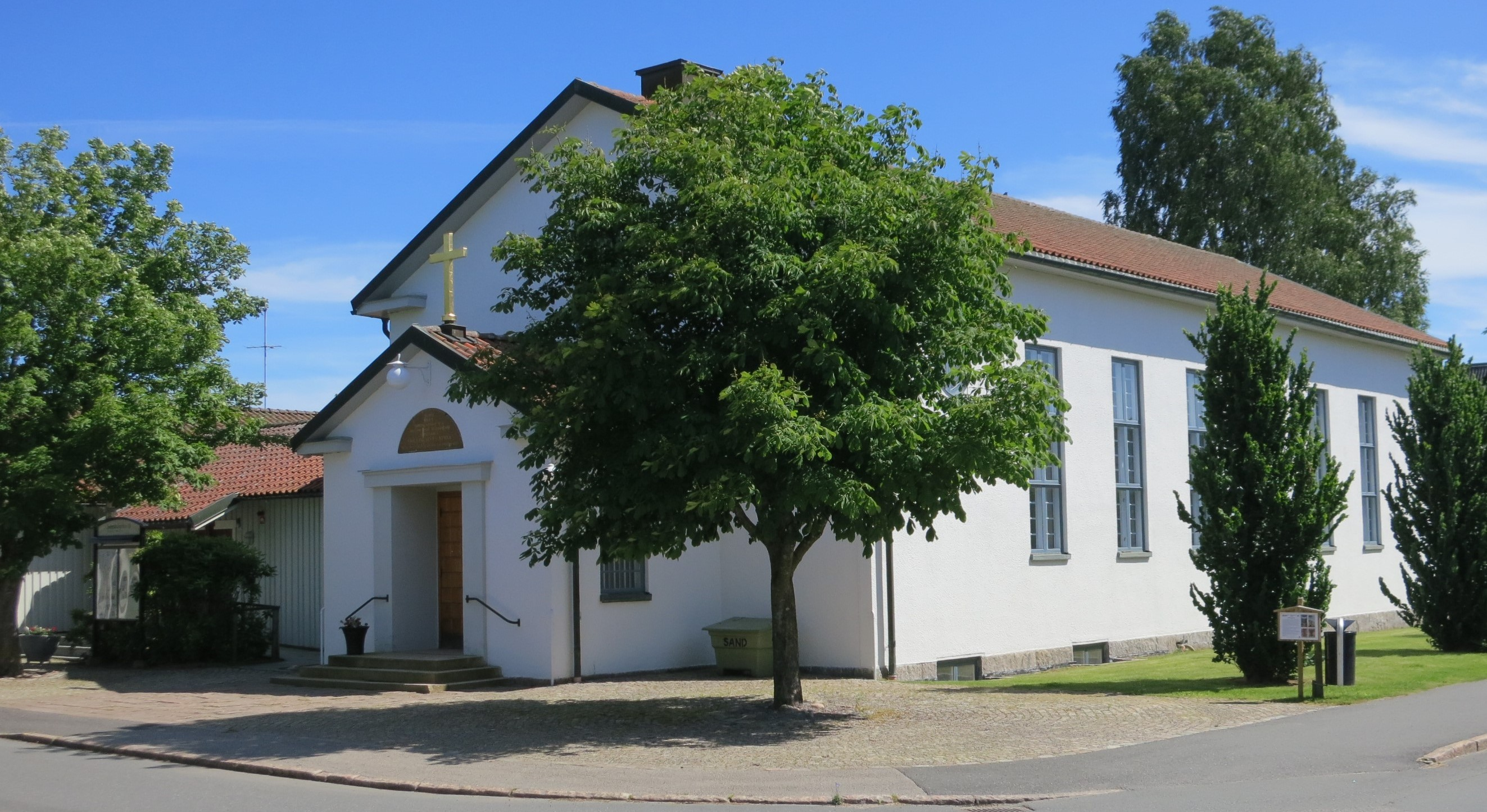
Skillingaryds kyrka

Skillingaryd är en tätort i Småland. Orten är del av centralort i Vaggeryds kommun, Jönköpings län, tillsammans med Vaggeryd. De kommunala förvaltningarna är uppdelade mellan de båda orterna.
Orten ligger vid järnvägslinjen Halmstad-Nässjö, tidigare en del av Halmstad-Nässjö Järnvägar, HNJ. Den blev i sin helhet klar 1882.
Skillingaryd är även plats för militära skjut- och övningsfältet Skillingaryds skjutfält, samt militärhistoriska museet Miliseum.

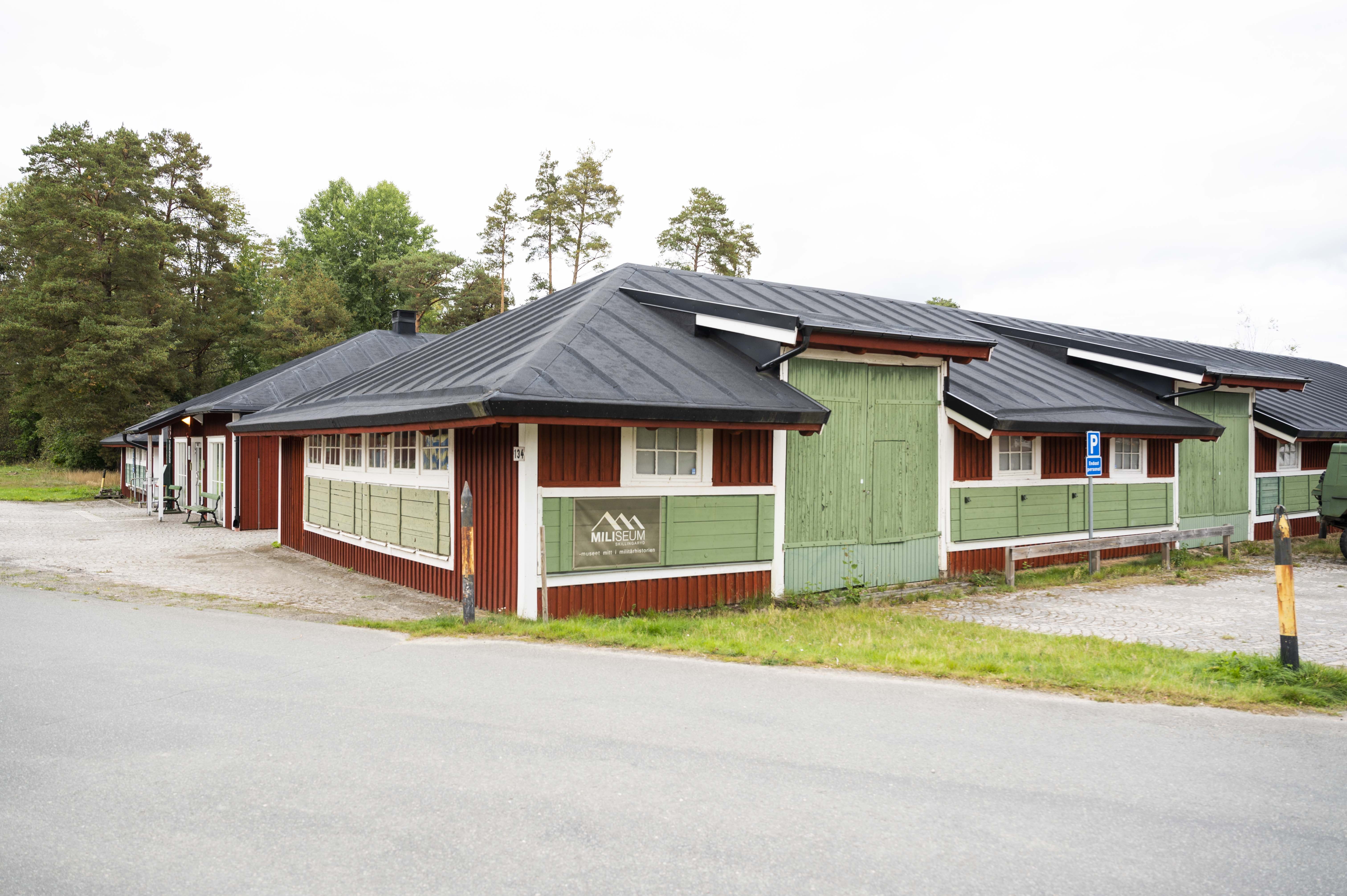
Miliseum Skillingaryd

Varje år går evenemanget Hjulafton av stapeln i Skillingaryds centrum där invånare och besökare får möjlighet att fira tätortens födelsedag. Vanliga aktiviteter är godisregn och framträdanden av lokala talanger.

## Historia

### Administrativa tillhörigheter
Skillingaryd var en ort i Tofteryds socken och ingick efter kommunreformen 1862 i Tofteryds landskommun där Skillingaryds municipalsamhälle inrättades 8 oktober 1920. Municipalsamhället med kringområde utbröts 1952 ur landskommunen och bildade Skillingaryds köping som 1971 uppgick i Vaggeryds kommun med Skillingaryd som en av två centralorter.
I kyrkligt hänseende har Skillingaryd alltid hört till Tofteryds församling, som 2014 ombildades till Skillingaryds församling.
Orten ingick till 1948 i Östbo tingslag därefter till 1971 i Östbo och Västbo tingslag. Från 1971 till 2005 ingick orten i Värnamo domsaga och Skillingaryd ingår sedan 2005 i Jönköpings domsaga.

### Befolkningsutveckling
| Befolkningsutvecklingen i Skillingaryd 1900–2020 | Befolkningsutvecklingen i Skillingaryd 1900–2020 | Befolkningsutvecklingen i Skillingaryd 1900–2020 | Befolkningsutvecklingen i Skillingaryd 1900–2020 | Befolkningsutvecklingen i Skillingaryd 1900–2020 |
| ------------------------------------------------ | ------------------------------------------------ | ------------------------------------------------ | ------------------------------------------------ | ------------------------------------------------ |
|                                                  |                                                  |                                                  |                                                  |                                                  |
| År                                               |                                                  |                                                  | Folkmängd                                        | Areal (ha)                                       |
| 1900                                             | 1900                                             |                                                  | 739                                              | †                                                |
| 1960                                             | 1960                                             |                                                  | 2 656                                            |                                                  |
| 1965                                             | 1965                                             |                                                  | 3 160                                            |                                                  |
| 1970                                             | 1970                                             |                                                  | 3 268                                            |                                                  |
| 1975                                             | 1975                                             |                                                  | 3 420                                            |                                                  |
| 1980                                             | 1980                                             |                                                  | 3 619                                            |                                                  |
| 1990                                             | 1990                                             |                                                  | 3 641                                            | 327                                              |
| 1995                                             | 1995                                             |                                                  | 3 609                                            | 337                                              |
| 2000                                             | 2000                                             |                                                  | 3 827                                            | 339                                              |
| 2005                                             | 2005                                             |                                                  | 3 808                                            | 342                                              |
| 2010                                             | 2010                                             |                                                  | 3 889                                            | 378                                              |
| 2015                                             | 2015                                             |                                                  | 3 965                                            | 390                                              |
| 2020                                             | 2020                                             |                                                  | 4 279                                            | 441                                              |
| † Som köpingsliknande samhälle 1900.             |                                                  |                                                  |                                                  |                                                  |

## Stadsbild

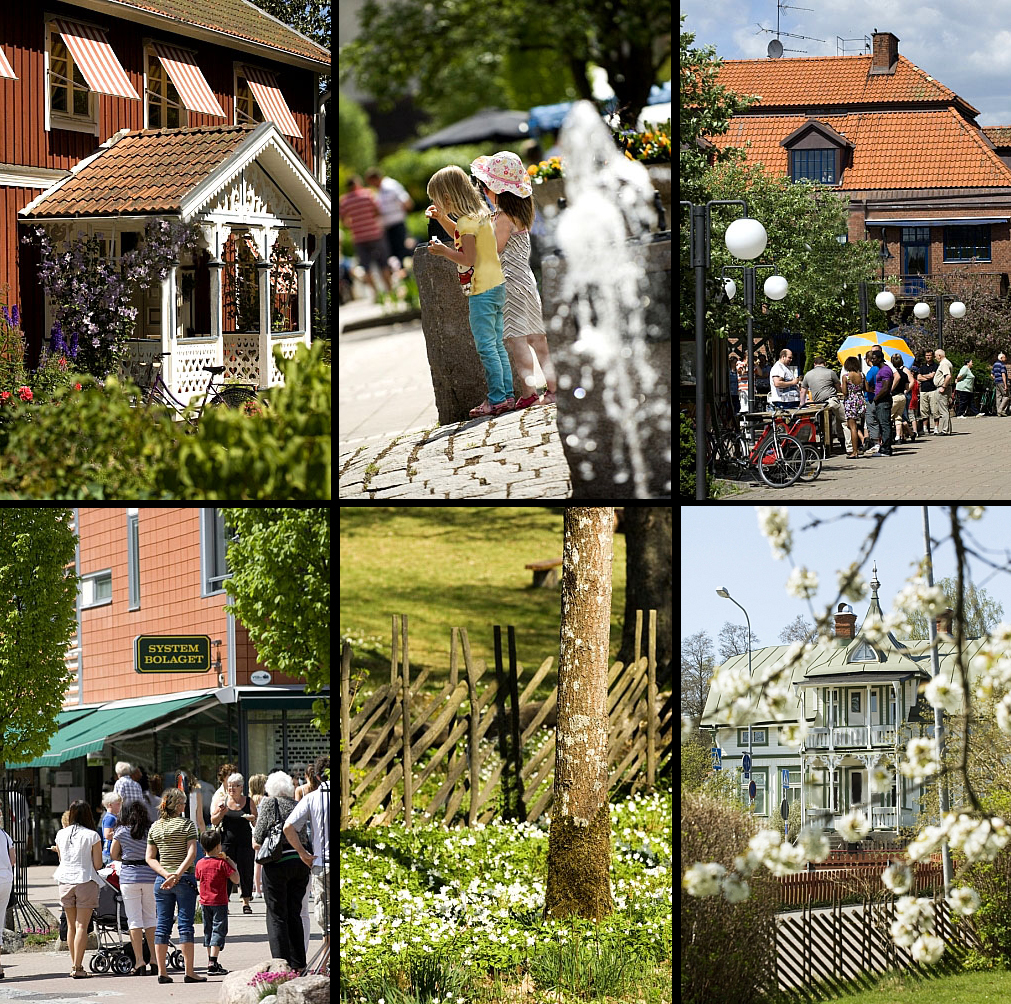
collage Skillingaryd

Orten som har en nordsydlig utsträckning utmed järnvägen och huvudgatan som tidigare var en del av riksettan, senare E4, som numera är en motorväg öster om samhället.
I samhället finns flera kyrkor. Svenska Kyrkan med Skillingaryds kyrka och tillhörande församlingshem, Missionskyrkan (Alliansmissionen), Pingstkyrkan och Frälsningsarmén. 
I Skillingehus är delar av kommunens förvaltning inrymd.
På huvudgatan som förr kallades Kaffegatan hade förr i tiden nästan varje hus utmed gatan kaférörelse på somrarna. Denna rörelse pågick från 1 maj varje år, det datum då militärerna började anlända. Här samlades militärerna, så snart det blev rast, trots att det var enligt "lag" förbjudet att passera den så kallade Gropabäcken, som utgjorde gränsen mellan de civilas område och de militäras.

## Näringsliv
Skillingaryd är en gammal industriort med många stora företag som Thor Ahlgren AB, Kinnarps, Proton Engineering AB, Presso AB (tid. Fameco), Skillmech, Stilexo, Stacke Hydraulik och Ekets Uppåkra Mek AB.
I norra änden av samhället finns också företaget Power International Logistics centrallager placerad.

### Bankväsende
Tofteryds sockens sparbank grundades i Skillingaryd år 1877. Den uppgick 1969 i Finnvedens sparbank, som senare blev en del av Swedbank.
Hvetlanda bankaktiebolag hade gjort ett försök att starta ett kontor i Skillingaryd år 1904, men det avslogs av Kungl. Maj:t. Istället öppnade Smålands enskilda bank ett avdelningskontor den 12 januari 1905.
Den 30 juni 2016 stängde både Swedbank och Nordea sina kontor och Skillingaryd stod utan bank.